# Marco Genúcio Augurino
Marco Genúcio Augurino (em latim: Marcus Genucius Augurinus) foi um político da gente Genúcia nos primeiros anos da República Romana eleito cônsul em 445 a.C. com Caio (ou Agripa) Cúrcio Filão.

## Consulado
Durante o seu consulado intensificou-se a luta política entre patrícios e plebeus, com os primeiros a defender seus próprios privilégios, impedindo ou atrasando as propostas de modificação do ordenamento jurídico e os segundos, liderados pelas propostas dos tribunos da plebe, entre os quais o mais combativo era Caio Canuleio, queriam obter mais concessões resistindo aos alistamentos convocados pelos cônsules para enfrentar ps frequentes raides dos povos vizinhos.
No final, os tribunos da plebe conseguiram passar a Lex Canuleia, que eliminava a proibição de matrimônios entre patrícios e plebeus, e conseguiram que, no seguinte, fossem eleitos três tribunos consulares, um cargo da magistratura que podia ser ocupado tanto por patrícios quanto por plebeus.